# 御飯糰 (電視劇)
《阿結》，為日本NHK電視台於2024年9月30日起播出的第111部晨間劇，由NHK大阪放送局（BK局）拍攝製作，由橋本環奈主演。

## 企劃與製作
「人是由食物構成的，食物將改變未來。」故事敘述出生於經營農業家庭的福岡縣絲島的女主角小結，小的時候在充滿愛和幸福開朗的環境下成長，但其實有很複雜的狀況正等著小結一家，直到高中畢業後，因為發生了一件事情，讓她體會到幫助別人的快樂是什麼滋味，「她」立志要成為健康管理的營養師，用飲食知識及溝通能力來解決現代人的問題，於是小結就搬遷到神戶去，然後又搬遷到大阪，開啟小結邁向營養師的職業生涯。
本劇標題「御飯糰」是女主角米田結小時候的暱稱，但她自己是不喜歡這個暱稱的。2023年8月9日公布製作相關事宜，也是NHK大阪放送局繼第107作晨間劇《飛舞吧！》後再一次以平成時代為時空背景的晨間劇作品，同時也宣布女主角由故事背景地 - 福岡縣出生的橋本環奈飾演，本次女主角人選決定亦未經徵選程序由製作人欽點演出。

## 登場人物

### 主角
- 米田結：橋本環奈

本劇主角。

### 米田家
- 米田步：仲里依紗[3]

與結相差8歲的姐姐。
- 米田聖人：北村有起哉（日语：北村有起哉）[4]

結的父親。
- 米田愛子：麻生久美子[4]

結的母親。
- 米田永吉：松平健[4]

結的祖父。
- 米田佳代：宮崎美子[4]

結的祖母。

### 結的高中時代
- 四ツ木翔也：佐野勇斗[5]

- 古賀陽太：菅生新樹（日语：菅生新樹）[5]

- 風見亮介：松本怜生（日语：松本怜生）[5]

- 宮崎惠美：中村守里（日语：中村守里）[5]

### 辣妹軍團
- 真島瑠璃：大木美里亞（日语：大木美里亞）[5]

- 佐藤珠子：谷藤海咲（日语：谷藤海咲）[5]

- 田中鈴音：岡本夏美[5]

- 柚木理沙：田村芽實[5]

### 神戶的人們
- 渡邊孝雄：緒行直人[6]

商店街的靴店店主。
- 佐久間美佐江：木村綠子[6]

在商店街夫妻一同經營蔬果店。
- 若林建夫：新納慎也[6]

神戶市役所的職員。
- 高橋要藏：內場勝則[6]

高橋裁縫店店主。
- 大崎彰：內海崇[6]

寶井小學校教師。
- 福田康彥：岡嶋秀昭[6]

「福田整体醫院」院長。
- 相原三花：松井玲奈[7]

步在中學時期的好友。
- 佐久間菜摘：田畑志真[7]

美佐江的女兒、結的兒時好友。

### 福岡・島的人們
- Himiko（ひみこ）：池畑慎之介[8]

「小餐館Himiko」店主。
- 佐佐木佑馬：一之瀨亘[8]

步的隨從。
- 松原保：長谷川忍[8]

島東高校的教師、結的班導。
- 五十嵐郁美：若月佑美[8]

島東高校書道部顧問。
- 川合紗香：兒玉遙[8]

警察官。
- 草野誠也：原口晶匡[8]

島的陶器店店主。
- 古賀武志：町田健一郎[8]

漁師。陽太的父親。
- 大村伸介：齊藤優[8]

島的藥店店主。
- 井出康平：須田邦裕[8]

草莓農家。聖人的童年玩伴。
- 飯塚恭介：BUTCH[8]

咖啡吧「HeavenGod」店長。
- 活動主持人：田中健二[8]

在島舉辦的“大型盛典”的主持人。

### 神戶榮養專門學校
- 矢吹沙智：山本舞香[7]

結的同學。在高中時期是有名的田徑選手。目標是成為運動專門營養師。
- 湯上佳純：平祐奈[7]

結的同學。醫生的女兒。
- 森川學：小手伸也[7]

結的同學。曾是不動產公司的職員。
- 櫻庭真知子：相武紗季[7]

結的班級的班導。
- 石渡常次：水間龍[7]

負責調理實習的老師。

## 播出日程
| 週次 | 集數   | 播出日期與標題                        | 編劇     | 導演     | 收視率 |
| ---- | ------ | ------------------------------------- | -------- | -------- | ------ |
| 1    | 1－5   | 2024年9月30日－10月4日 （飯糰和女孩） | 根本非翟 | 野田雄介 | 16.1%  |
| 2    | 6－10  | 10月7日－10月11日 （什麼是辣妹？）    | 松木健祐 | 14.7%    |        |
| 3    | 11－15 | 10月14日－10月18日 （什麼是夢想？）   | 野田雄介 | %        |        |

## 製作團隊
- 編劇：根本非翟（日语：根本非翟）
- 配樂：堤博明（日语：堤博明）[7]
- 主題曲：《イルミネーション》B'z（VERMILLION RECORDS）[9]
- 旁白：Lily Franky[7]
- 週六版旁白：高瀨耕造[7]
- 導演：野田雄介、小野見知、松木健祐、盆子原誠、大野陽平、工藤隆史、原田冰詩
- 製作人：管原浩
- 製作統籌：宇佐川隆史、真鍋齋

## 外部連結
- NHK官方網站 （页面存档备份，存于）

| 日本 NHK 連續電視小說              | 日本 NHK 連續電視小說                 | 日本 NHK 連續電視小說 |
| ---------------------------------- | ------------------------------------- | --------------------- |
|                                    | 阿結 （2024年9月30日－2025年3月28日） |                       |
| 如虎添翼 （2024年4月1日－9月27日） | 紅豆麵包 （2025年3月31日－)           |                       |